# Lovčičky
Lovčičky (in tedesco Klein Loftschitz) è un comune della Repubblica Ceca facente parte del distretto di Vyškov, in Moravia Meridionale.